# Návrat ztraceného syna
Návrat ztraceného syna je trojí obraz českého barokního malíře Petra Brandla s týmž biblickým novozákonním námětem.

## Téma a jeho pojetí
Brandl si vybral biblický příběh z Lukášova evangelia o marnotratném synovi, který ve světě prohýřil svůj podíl dědictví. Následně zažil bídu, musel pást vepře, ale ani tak se nedokázal uživit. Proto se vrací pokorně domů, aby sloužil v domě svého otce. Otec jej radostně přijme, ihned mu odpustí, dá na jeho počest zabít tele a uspořádá hostinu. Druhý syn, který své dědictví neutratil a po celou dobu sloužil bez výplaty v otcově hospodářství, je otcovou nespravedlností pobouřen, ale otec jej odbude s poukazem na nadcházející dědictví. Dochovaly se tři verze Brandlových obrazů s odlišně pojatým výjevem. 
- První verze zachycuje scénu němého objetí syna s otcem, který tak projevuje své odpuštění, přesně podle textu Lukášova evangelia (kapitola 15. verš 20.).

Objednavatel není znám. Obraz byl od 2. poloviny 19. století v pozůstalosti hudebního skladatele Richarda Rozkošného († 1913) na Smíchově a vystaven v kladenské Galerii 1924. Jindřich Waldes dílo zakoupil v Praze roku 1918 od galeristy Rudolfa Ryšavého. Obraz má rozměry 109 × 84 cm. Roku 1939 byl s celou Waldesovou sbírkou zabaven – arizován a převeden do správy tehdejší Státní sbírky starého umění v Praze. Dědicové Waldesovy rodiny dílo zrestituovali a darovali Národní galerii. Nyní je vystaven v její stálé expozici ve Schwarzenberském paláci na Hradčanech.
- Druhá verze má téměř shodné rozměry jako první. Zobrazuje tichý dialog syna s otcem, kteří si s porozuměním hledí do očí. Otcova hlava je vynikající studií charakteru, nejlepší ze tří verzí, a patří k mistrovským hlavám Brandlových proroků a světců.

Plátno se dochovalo v klášteře benediktinek ve slezském Křešově, kam se dostalo z nedalekého kláštera cisterciáků, jehož opatu Inocenci Fritschovi († 1734) je Brandl daroval roku 1732..

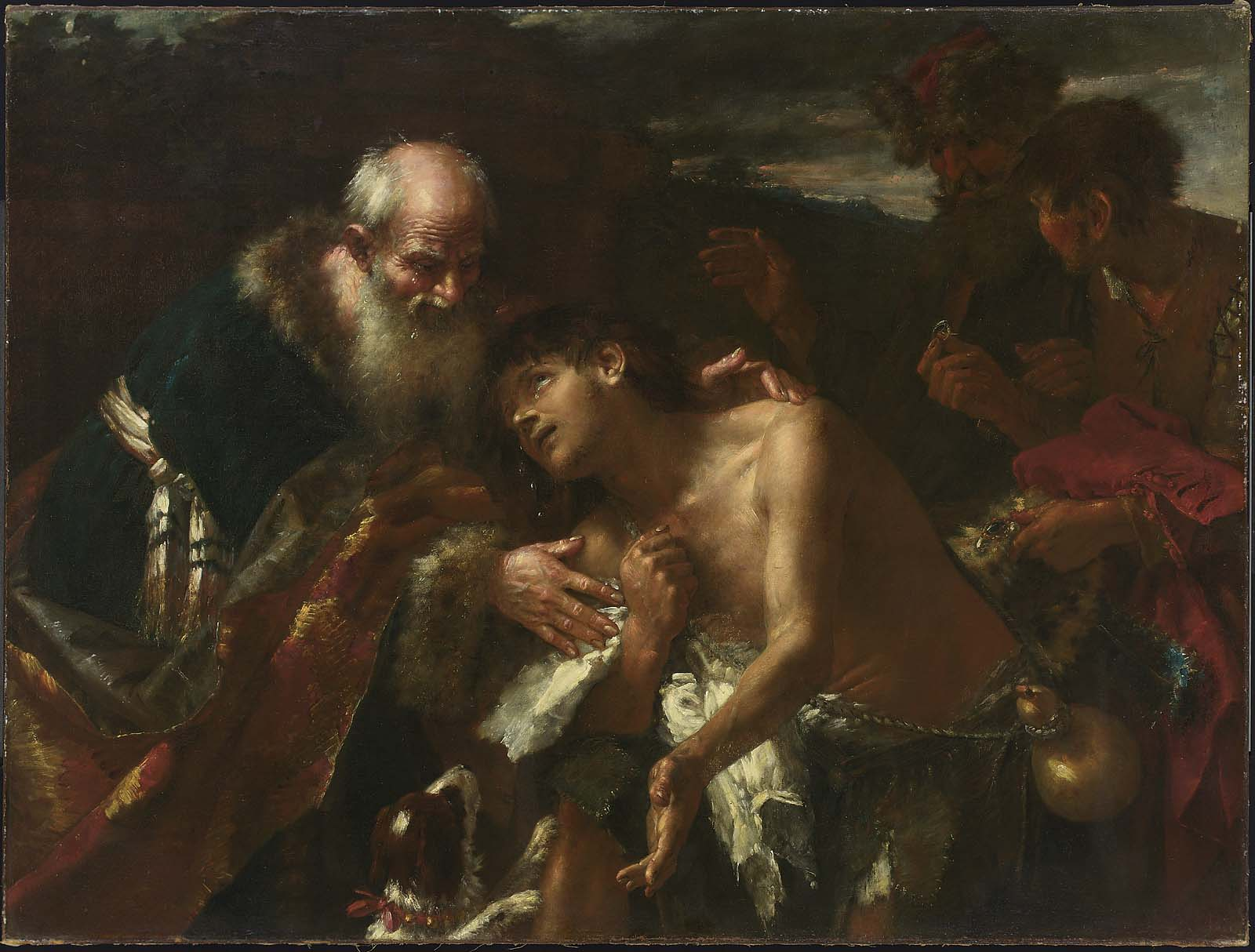
Třetí verze Návratu ztraceného syna; Museum of Fine Arts, Boston

- Třetí obraz je  okázalou reprezentační scénou z počátku shledání: Zdůrazňuje kontrast laskavého otce-boháče, v přepychovém oděvu přihlížejícím synovu pokání. Synovi dobře vidíme do tváře, jak pláče a patetickými gesty vyznává své pokání. V pozadí jsou zachyceni překupníci s rodinnými šperky. Tento největší obraz ze všech tří (123,8 × 163,9 cm) vznikl pravděpodobně jako moralita pro šlechtického objednavatele. Až do roku 1972 byl součástí soukromé Dombrowského sbírky nedaleko Benátek[2], než jej identifikoval salcburský kunsthistorik Kurt Rossacher a zprostředkoval jeho prodej do Muzea krásných umění v Bostonu.